# Aeródromo Peumo
El Aeródromo Peumo (OACI: SCPW) es un terminal aéreo ubicado cerca de la comuna de Peumo, Provincia de Cachapoal, Región del Libertador General Bernardo O'Higgins, Chile. Es de propiedad privada.